# 214省道 (浙江省)
S214省道又名甬临线，是浙江省东部的一条省道，原编号为34。省道起自宁波市海曙区永宁桥，终于临海市，与104国道相交，全长154.7千米，其中海曙区境内5.7千米，鄞州区15.9千米，奉化区27.7千米，宁海县57千米。甬台温高速公路基本与之平行。